# Przetargana Przełęcz
Przetargana Przełęcz (słow. Sedlo Prietržná; 1095 m n.p.m.) – przełęcz w Górach Choczańskich w północnej Słowacji.
Rozdziela masywy Prawnacza (na południu) i Heliasza (na północy) w zachodniej części Grupy Prosiecznego. Na przełęczy niewielka polana, na jej skraju drewniany domek myśliwski. Lasy w rejonie przełęczy przetrzebione wiatrołomami i wyrębami.
Przełęcz nie posiada znaczenia komunikacyjnego. Przekraczająca ją leśna droga w obie strony zakręca ku północy, a obie jej odnogi, trawersując stoki Heliasza, sprowadzają w rejon przełęczy Równie.
Grzbietem przez przełęcz, z Prawnacza na Heliasz, biegnie zielono  znakowany szlak turystyczny z Liptowskiej Anny na przełęcz Równie.